# Piemonte (Schiff, 1904)
Die Piemonte ist mit Baujahr 1904 der älteste aktive Schaufelraddampfer in Italien. Sie verkehrt auf dem Lago Maggiore und wird von der Gestione Governativa Navigazione Laghi betrieben.

## Geschichte

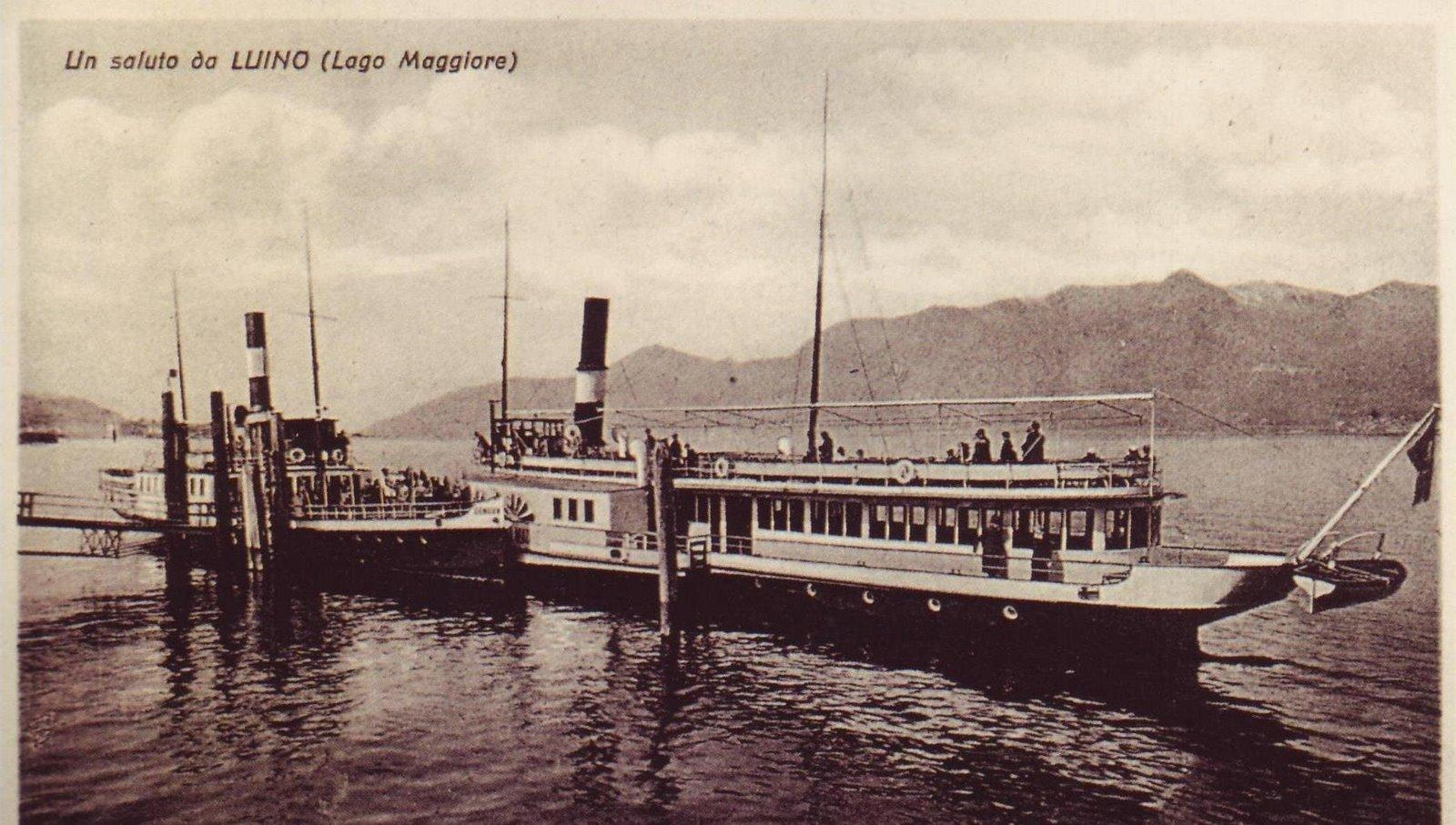
Regina Madre in Luino in den ersten Betriebsjahren

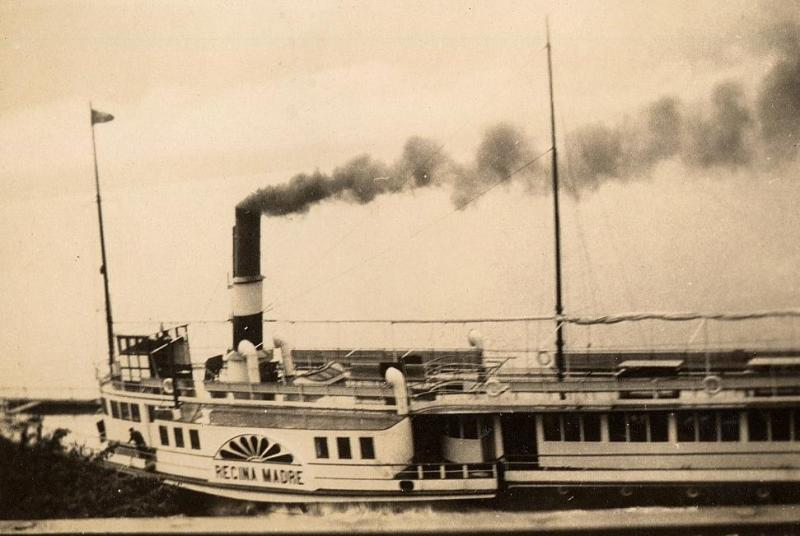
Regina Madre in den ersten Betriebsjahren

Der Raddampfer wurde am 23. September 1904 zunächst unter dem Namen Regina Madre in Betrieb genommen. Im Jahr 1943 erfolgte aus politischen Gründen die Umtaufe in Piemonte.
In den 1960er Jahren wurden viele Raddampfer in Italien, Deutschland, der Schweiz und Österreich ausgemustert und verschrottet. Es ist der besonderen Weitsicht der verstaatlichten Navigazione Lago Maggiore zu verdanken, dass die Entscheidung getroffen wurde, die Piemonte für die nächsten Jahrzehnte zu erhalten und nach 1961 grundlegend zu renovieren.
Am 21. Mai 1965 um 10:00 Uhr fand die festliche Wiedereinweihung der Piemonte in Arona statt und sie lief mit Behördenmitgliedern und Gästen, unter anderem vom Transportministerium in Rom, zur dreistündigen Einweihungsfahrt bis ins Centro Lago aus.

## Dampfmaschine

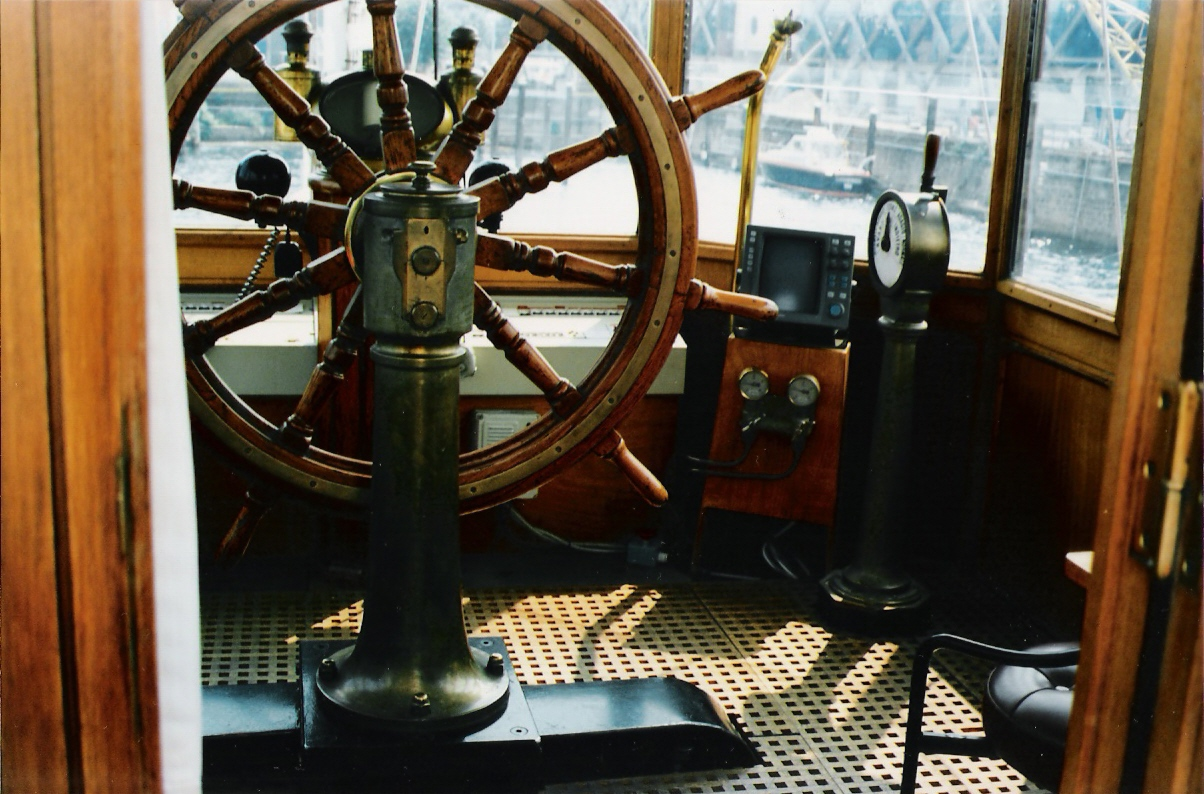
Das Steuerhaus der Piemonte

Als Maschine verfügt die Piemonte über eine schrägliegende Zweizylinder-Heissdampf-Verbunddampfmaschine. Sie weist eine Leistung von 400 PS auf. Die Dampfmaschine wurde 1903 von Escher Wyss gebaut.
Angetrieben wird das Schiff durch zwei seitliche Schaufelräder. Jedes Rad hat einen Durchmesser von etwa drei Metern und besteht aus neun verstellbaren Schaufeln. Auf jedes Rad wird mit voller Kraft eine Last von ca. 1500 kg ausgeübt. Die beiden Schaufelräder sind auf einer durchgehenden Welle befestigt und werden synchron angetrieben.
Bei den Kesseln handelt es sich um zwei Dampferzeuger mit je zwei Feuerstätten mit jeweils 188 Rohren pro Kessel. Die Strahlungsfläche beträgt 84 Quadratmeter und die Dampftemperatur 190 Grad.

## Einsatzjahre

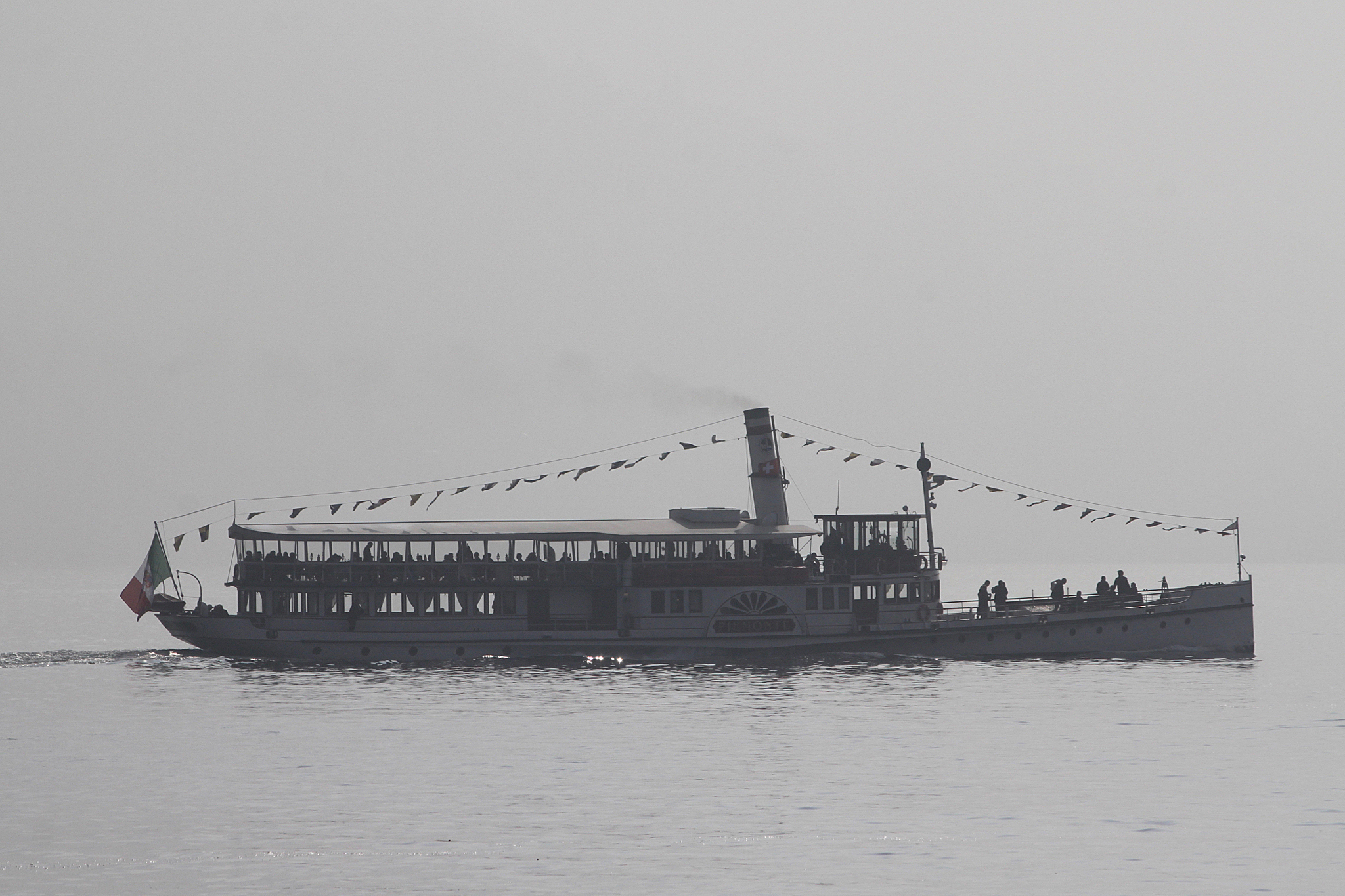
Seitenansicht des Dampfers

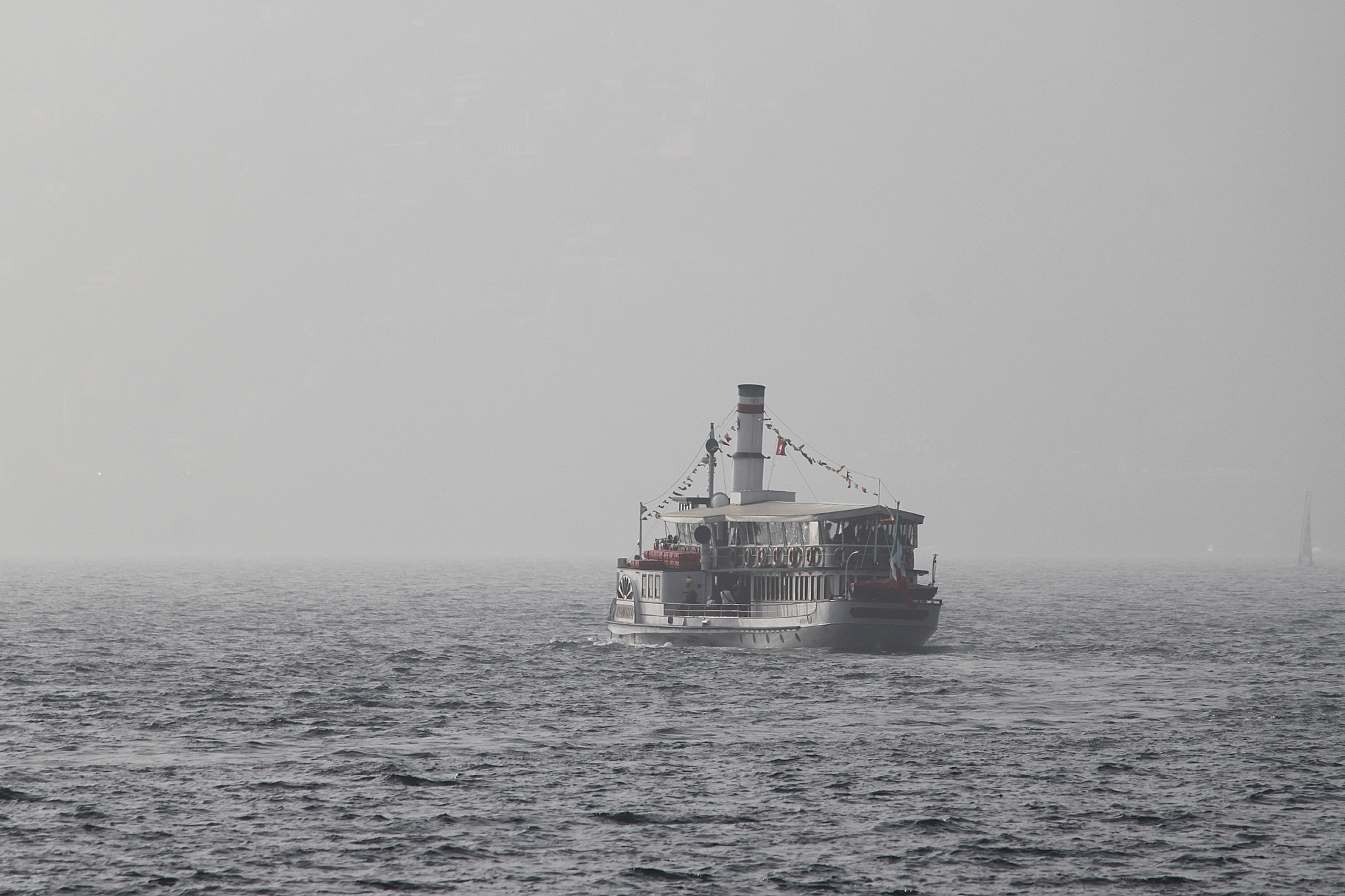
Heckansicht des Dampfers

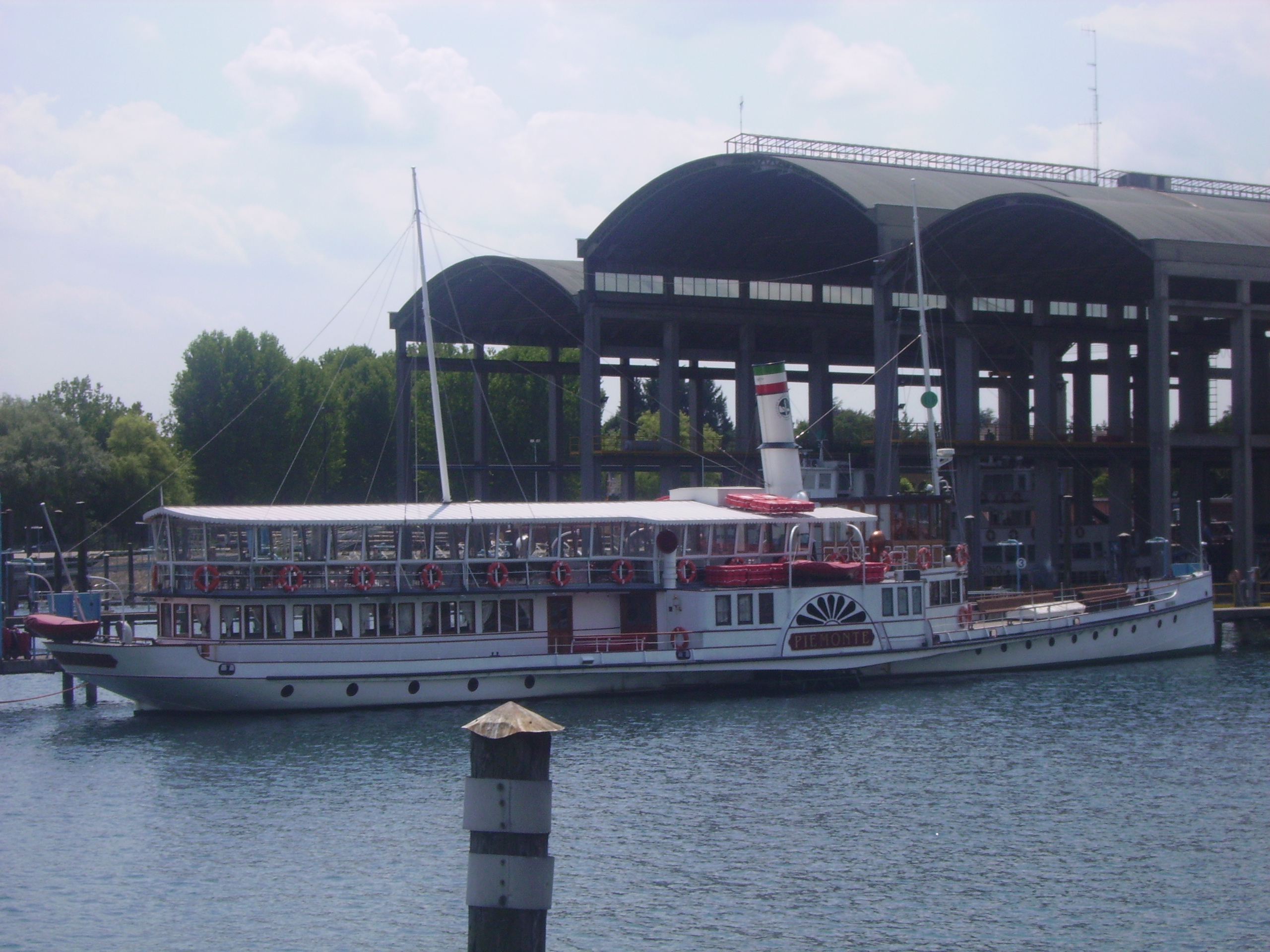
Die Piemonte am Liegeplatz in der Werft

### 1904 bis 1945
Das Schiff war von 1904 bis 1943 unter dem Namen Regina Madre und ab 1943 bis 1945 unter dem Namen Piemonte im Kurseinsatz. Anschließend befand es sich in der Werft und wurde auf Ölfeuerung umgebaut.

### 1950 bis 1961
Von 1950 bis 1961 war die Piemonte wieder im planmäßigen Kurseinsatz. Im Frühsommer 1961 wurde die Entscheidung getroffen die drei letzten Dampfer Lombardia, Italia und Piemonte auszumustern. Die Piemonte wurde bis zum 21. Mai 1965 generalüberholt. Die beiden baugleichen Raddampfer wurden 1961 Jahre außer Dienst gestellt. Während die Lombardia auch aktuell noch als Bar, Restaurant und Discothek genutzt wird, wurde die Italia verschrottet.

### 1965 bis 2001
In den Jahren nach 1965 verkehrte der Dampfer im Sommer nahezu täglich kursmässig von Arona nach Locarno und zurück. Nach 1969 machten die Tragflügelboote mit höherer Geschwindigkeit und neue Motorschiffe mit größerem Platzangebot Konkurrenz. Zunehmend verkehrte die Piemonte nur noch auf Rundfahrten und im Charterdienst.
Im Jahr 2001 wurde das Schiff aus dem Verkehr genommen und wurde anschließend in der Werft erneut umgebaut.

### 2006 bis heute
Im Jahr 2006 wurde sie wieder in Betrieb genommen und war während zwei Sommerfahrplanperioden an Sonntagen ab Arona auf je zwei mehrstündigen Rundfahrten planmäßig eingesetzt.
Das Schiff liegt aktuell betriebsfähig den Großteil des Jahres in der Werft in Arona und wird seit 2008 nur für Charter- und Sonderfahrten eingesetzt.

## Besatzung
Die Besatzung besteht aus sieben Personen: Kapitän, Rudergänger, zwei Maschinisten, Restaurantleitung, Zahlmeister und Matrose.